# Хахонов, Валентин Михайлович
Валентин Михайлович Хахонов (21 ноября 1932, Ростов-на-Дону — 13 октября 2020) — советский футболист, защитник. Заслуженный тренер РСФСР (1972). Легенда ростовского футбола. Обладал мощнейшим ударом с правой ноги.

## Карьера

### Игровая
Родился 21 ноября 1932 года. Отец, Михаил Николаевич, до войны играл в футбольной команде «Локомотив». С самого детства Валентин играл в футбол, участвовал в любительских турнирах. После одного из таких турниров его пригласили играть в местный «Локомотив», за который Хахонов впоследствии выступал 4 года. В 1951 году заслуженный тренер СССР Сергей Христофорович Домбазов пригласил 19-летнего защитника в «Динамо». Затем Валентин ушёл служить в армию, и когда он вернулся, то «Динамо» перестало являться профессиональной командой. Многие игроки «бело-голубых», в том числе и Хахонов, перешли в «Торпедо». В 1957 году «Торпедо» переименовали в «Ростсельмаш». Хахонов играл в этом клубе до конца карьеры, став любимцем публики. Несмотря на предложения разных коллективов пополнить их ряды, Валентин всегда отказывал им.

### Тренерская
Сразу после окончания карьеры был назначен старшим тренером «Ростсельмаша», где проработал два года. В 1969 году возглавил ростовский коллектив и проработал наставником команды 9 лет. Отличительной чертой Хахонова как тренера было то, что он всегда доверял место в составе молодым игрокам. Кроме «Ростсельмаша» тренировал «Динамо» из Ставрополя, белгородский «Салют» и «Торпедо» (Таганрог).
Позже — инспектор матчей.